# Ron Davis (cestista 1954)
Ronald Howard Davis, detto Ron (Phoenix, 1º maggio 1954), è un ex cestista statunitense, professionista nella NBA.

## Carriera
Venne selezionato dagli Atlanta Hawks al quinto giro del Draft NBA 1976 (70ª scelta assoluta).

## Palmarès
- EBA Newcomer of the Year (1978)
- Campione CBA (1980)
- CBA Most Valuable Player (1980)
- 2 volte All-CBA First Team (1979, 1980)
- All-CBA Second Team (1982)
- 4 volte miglior realizzatore CBA (1979, 1980, 1982, 1983)